# Eopeplus stetzenkoi
Eopeplus stetzenkoi  (лат.) — ископаемый вид жуков из подсемейства Inopeplinae (Salpingidae).

## Описание
Обнаружен в нижнеэоценовом уазском янтаре. Длина тела 4,8 мм. Тело уплощённое, переднегрудь сужена кзади, надкрылья укороченные. Формула лапок 5—5—4.

## Систематика
Типовой вид рода Eopeplus Kirejtshuk et Nel, 2009. По уплощённой форме тела, укороченным надкрыльям и строению усиков относится к подсемейству Inopeplinae Grouvelle, 1908, отличаясь от других его родов и видов сравнительно длинными надкрыльями, непокрывающими только последний сегмент брюшка. Первоначально включали в состав семейства Mycteridae.